# Diaspora coptă
Diaspora coptă este formată din copți care trăiesc în afara zonei lor principale de reședință, în părți ale Egiptului actual, Libiei și Sudanului.
| Populație totală           |
| -------------------------- |
| 1 - 2 milioane (estimativ) |

Numărul de copți din afara Egiptului a crescut puternic începând cu anii 1960. Cele mai mari populații de diasporă coptă se află în Statele Unite, Canada și Australia, dar Copții sunt prezenți în multe alte țări.

## Populație
| Regiune               | Populație                                            |
| --------------------- | ---------------------------------------------------- |
| Statele Unite         | cca. 100,000 până la 1 milion (estimat în anii 2010) |
| Canada                | cca. 50,000 (estimare 1995); 10,000 (estimare 2001)  |
| Australia             | 32,000 (2006)                                        |
| Kuweit                | 65,000                                               |
| Italia                | cca. 30,000                                          |
| Marea Britanie        | 25,000 – 30,000 (2006)                               |
| Emiratele Arabe Unite | cca. 10,000                                          |
| Iordan                | 8,000+ (2005)                                        |
| Kenya                 | 8,000+                                               |
| Liban                 | 3,000 – 4,000 (2012)                                 |
| Germania              | 3,000                                                |
| Austria               | 2,000 (2001)                                         |
| Elveția               | 1,000 (2004)                                         |